# Davidson Morais
Davidson, właśc. Davidson de Oliveira Morais (ur. 18 lipca 1981 w Belo Horizonte w stanie Minas Gerais) – brazylijski piłkarz występujący na pozycji pomocnika.

## Kariera piłkarska
Urodził się w Belo Horizonte, ale niedługo przeniósł się do São Paulo, skąd pochodzą jego rodzice. W 9 lat rozpoczął naukę piłkarską. Karierę piłkarską rozpoczął w juniorskiej drużynie klubu futsalowego Taubaté. W 2002 został zaproszony przez swojego rodaka Eduardo Amorihno do greckiego klubu Messiniakos Kalamata. Kolejnymi klubami byli Apollon Kalamaria i OFI Kreta. W sierpniu 2006 podpisał 3-letni kontrakt z Dniprem Dniepropetrowsk. Po kilku lat występów w ukraińskim klubie, zimą 2009 roku jako wolny agent powrócił do Brazylii, gdzie bronił barw Figueirense. Latem został sprowadzony do klubu Omonia Nikozja.